# Бонкомпаньи, Джакомо
Джакомо Бонкомпаньи (итал. Giacomo Boncompagni; 8 мая 1548 или 8 мая 1548, Болонья — 18 августа 1612, Сора, Лацио) — итальянский государственный деятель, герцог Соры, единственный сын папы римского Григория XIII. На протяжении своей жизни занимал множество значительных государственных постов по всей Италии.

## Биография

### Ранние годы
Джакомо родился 8 мая 1548 года в результате связи между священником Уго Бонкомпаньи (позже стал римским папой Григорием XIII) и Маддаленой Фульчини. 5 июля 1548 года ребёнок был признан законным сыном Уго. Джакомо воспитывался в Тренто. Потом продолжил учёбу в Падуанском университете. Позже юному Джакомо поручат обучать иезуитов в Болонье.

### Начало политической деятельности
Уго Бонкомпаньи 13 мая 1572 года был избран 226-м папой римским с именем Григорий XIII. Через десять дней после избрания папа вызвал сына к себе. Джакомо переехал в Рим, где 23 мая 1572 года он был назначен префектом замка Сант-Анджело. 29 мая 1573 года Григорий XIII перевёл сына из Падуанского университета в германско-венгерский коллегиум. 17 апреля 1573 года Григорий XIII назначил сына капитан-генералом Церкви. Но поставив на столь высокий пост эту должность Григорий XIII не оставил сына в Риме, а сначала под предлогом борьбы с турецкой угрозой отправил Джакомо в Анкону, а затем в Феррару. Там в 1574 году Джакомо должен был представлять интересы папы во время визита Генриха III Валуа.

### ГерцогСоры
Григорий XIII имел амбициозную цель: создать новое государство под управлением сына. В феврале 1576 года папа женил Джакомо на Констанции Сфорца. Невеста принесла не только 50.000 скуди, но и родство со Сфорца и Фарнезе. В 1576 году Григорий XIII назначил сына губернатором Фермо, управление которым приносило Джакомо хороший доход. В феврале 1577 года Григорий XIII предложил французскому королю Генриху III сделку. Французский король передавал маркизат Салуццо Джакомо, а за эту продажу получал 600 000 золотых скуди, а также субсидию в 40 000 скуди на борьбу с еретиками. После того как французский король отказался папа купил у Альфонсо II Эсте за семьдесят тысяч золотых скуди маркграфство Виньола (включая второстепенные владения Савиньяно и Монтефестино). 12 сентября 1579 году Григорий XIII купил для сына у урбинского герцога Франческо Мария II делла Ровере за 100 000 золотых скуди герцогство Сора и Арче. Филипп II 23 декабря 1579 года совершив инвеституру ввёл Джакомо в эту должность. В 1578 году Филипп II ввёл Джакомо в Государственный совет Милана. 5 мая 1583 за 243 000 золотых скуди купил у Альфонсо Феличе д’Авалоса владения Аквино и Арпино.
В результате этих сделок семья Бонкомпаньи смогла создать и расширить своё маленькое государство между Папской областью и Неаполитанским королевством. Таким образом, в возрасте всего 35 лет Джакомо объединил в своём лице должности капитан-генерала церкви, губернатора Фермо, маркиза Виньолы и герцога Соры, Арсе, Арпино и Акино (объединившаяся в одно герцогство). Джакомо стал одним из наиболее богатых и влиятельных представителей римской знати. В феврале 1581 года во время визита послов Ивана Грозного в Рим, курия не желавшая портить отношения с Речью Посполитой вела частные переговоры через Джакомо.
Отец Джакомо умер 10 апреля 1585 года. На Джакомо была возложена задача по обеспечению мира в Папской области в период «вакантного престола». Ему была поручена армия состоящая из двух тысяч пехотинцев и четырёх рот лёгкой кавалерии. На конклаве 1585 года Джакомо пытался вмешаться в выборы нового папы: он пытался сделать папой Александра Фарнезе, но не обсудил это с кардиналами назначенными его отцом. После споров эти кардиналы, а также кардиналы возглавляемые Медичи объединились и проголосовали за Сикста V.
После избрания Сикста V Джакомо сохранил командование папской милицией, но утратил должность капитан-генерала церкви, а также губернаторство в Фермо (которым управлял с 1573).
8 мая 1590 года в герцогстве Веньола его жена Костанца родила ему Григорио, который станет вторым герцогом Соры, после отца.

## Государственная и общественная деятельность
После смерти Григория XIII роль его сына Джакомо снизилась и хотя папы Григорий XIV, а затем Климент VIII даровали ему новые привилегии, но он предпочел иную деятельность позволявшую «играть первую, а не вторую роль».
Покинув Рим, Джакомо распределил свою деятельность занимаясь Миланом (где он входил в тайный совет) и своей вотчиной Сорой.
Джакомо активно занялся экономическим и культурным развитием своих владений. Герцог Соры в 1579 году дал в долг Бернардо Ольджати 25 000 [[[дукат]]]ов, чтобы тот открыл банк в Неаполе. А 27 апреля 1579 года Джакомо купил квасцовую шахту в окрестностях Тольфы. Он был заинтересован во внедрении новшеств в обработке шерсти, и в 1583 у Джакомо Бонкомпаньи было собственное производство. В 1583 году он купил у Франческо Анджелико бумажную фабрику, за которую заплатил тысячу пятьсот дукатов. В 1589 году он предоставил привилегии еврейским банкирам, чтобы они открыли банк в Виньоле.

## Культурная активность
Деятельность Бонкомпаньи заметна также, и в области культуры, которой он посвятил себя с большим энтузиазмом. Помимо сбора документов, относящихся к годам понтификата его отца, герцог Соры оказывал покровительство художникам, писателям.
Близкое знакомство с музыкантом Джовани Пьерлуиджи Палестриной принесло ему посвящение первой книги Мадригалов и второй книги Мотетов.
Джакомо Бонкомпаньи оказывал покровительство Джованни-Пьетро Маффеи, Торквато Тассо, Джованни Палестрине, Карлу Сигонию и другим

#### Последние годы жизни
Филипп II пожаловал Джакомо титул капитан-генерала Милана, поэтому заслуженно требовал от второго исполнять задачи, вытекающие из его должности капитан-генерала в Милане, он был вынужден остаться в столице Ломбардии. В 1602 году семья решила переехать в герцогство Сора, в герцогский дворец Изола-ди-Сора (ныне Изола-дель-Лири), где его жена Костанца заботилась об управлении феодальным владением.
В 1611 году, освобождённый от должности, он покинул Милан и воссоединился со своей семьёй в герцогстве Сора, где и умер 18 августа или 26 июня 1612 года в возрасте 64 лет.

## Семья
- Отец — Григорий XIII, 226-й папа римский
- Мать — Маддалена Фульчини
- Супруга — Костанца Сфорца, дочь Асканио Сфорца

Известно что у Джакомо Бонкомпаньи было двое детей:
- сын — Григорио Бонкомпаньи, второй после отца герцог Соры
- дочь — Джулия Бонкомпаньи